# Marieluise Fleißer
Marieluise Fleißer, nemška pisateljica, * 23. november 1901, Ingolstadt, † 2. februar 1974, Ingolstadt.

## Življenje
Rojena kot hčerka izdelovalca orodja in železa je od leta 1920 študirala germanistiko in teatrologijo pri Arthurju Kutscherju. V tem času je spoznala Liona Feuchtwagnerja in Bertolta Brechta. Že kot mlada študentka je napisala svojo prvo dramo Umivanje nog (nem. Die Fußwaschung). Od leta 1925 naprej je ponovno živela v Ingolstadtu. 
Delo Vice v Ingolstadtu (nem. Fegefeuer in Ingolstadt) je bilo leta 1926 uprizorjeno v Berlinu. Poleti istega leta je spet obiskala Brechta  v Augsburgu, kjer je izkoristila priložnost za začetek pisanja dela Pionirji v Ingolstadu (nem. Pioniere in Ingolstadt). Marieluise Fleißer je Brechtu razlagala o invaziji vojakov, ki so prišli na vojaške vaje na Donavo in v mesto. Leta 1928 se je zaročila s plavalcem Josefom Haindlom. Njeno delo Pionirji v Ingolstadtu je bilo leta 1929 uprizorjeno v Berlinu in je provzročilo legendarni gledališki škandal Weimarske republike. Brecht je kot režier delo scensko začinil. Med drugim je uprizoril tudi razdevičenje služkinje na odprtem odru. Marieluise Fleißer je dobila slabe kritike in zaradi tega je prišlo do prekinitve prijateljstva med njo in Brechtom. 
Kot samostojna pisateljica je živela v Berlinu. Prekinila je zaroko z Josefom Haindlom in začela zvezo z novinarjem Hellmutom Drawsom-Tychsenom. Z njim je leta 1929 odpotovala  na Švedsko in leta 1932 v Andoro. Leta 1932 je imela velike finančne težave. Preselila se je iz Berlina v Ingolstadt, kjer se je tri leta kasneje poročila z Haindlom. Morala je delati v njegovi trgovini tobačnih izdelkov. V času nacistične diktature je leta 1935, tako kot mnogi avtoriji, dobila prepoved pisanja. Njeni deli Pionirji v Ingolstadtuin Okras za društvo (nem. Titel Eine Zierede für den Verein) sta priromali na listo "škodljivih in nezaželenih del". Zaradi svoje omejene literarne dejavnosti, nasilnega povračilnega ukrepa proti nacistom in končanega zakona z Josefom Haindlom je leta 1938 doživela živčni zlom. V času vojne se je ukvarjala s pisanjem drame Karl Stuart (nem. Karl Stuart). V zadnjih letih vojne je nastalo delo Močno pleme (nem. Der starke Stamm), ki je leta 1950 doživelo premiero na komornih igrah v Münchnu.
Po smrti svojega moža leta 1958 se je nehala ukvarjati s trgovino tobačnih izdelkov in se je ponovno pričela ukvarjati s pisateljstvom. Kot pisateljica je bila odkrita leta 1960 po zaslugi mladih avtorjev kot npr. Rainer Werner Fassbinder, Martin Sperr in Franz Xaver Kroetz. Walter Rüdel je leta 1971 posnel film Omembe vredno življenje Marieluise Fleißer iz Ingolstadta (nem. Das bemerkenswerte Leben der Marieluise Fleißer aus Ingolstadt). Film prikazuje njeno življenje. Leta 1972 je izšla zbirka del pri založbi Suhrkamp.
Marieluise Fleißer je umrla 2. februarja 1974 v Ingolstadtu in je pokopana na mestnemu pokopališču. Njena literarna zapuščina se od leta 1978 nahaja v Ingolstadskem mestnem arhivu.

## Dela
Njeno domače mesto igra centralno vlogo v njenih delih. Marieluise Fleißer je v Ingolstadtu preživela skoraj 60 let, tukaj se prikazujejo njena najbolj znana dela, njen roman in več njenih pripovedi. Malomeščanski svet vojakov, rokodelavcev, učencev in služkinj so tematike v veliko njenih delih.
- Fegefeuer in Ingolstadt (1926), ursprünglich "Die Fußwaschung"
- Pioniere in Ingolstadt (drei Fassungen: 1928, 1929 und 1968)
- Ein Pfund Orangen und neun andere Geschichten (1929)
- Der Tiefseefisch (1930, Uraufführung 1980), Schauspiel in 4 Akten, Fragment
- Mehlreisende Frieda Geier. Roman vom Rauchen, Sporteln, Lieben und Verkaufen. (1931), Überarbeitung unter dem Titel Eine Zierde für den Verein (1972)
- Andorranische Abenteuer (1932)
- Karl Stuart (1937/1944, Uraufführung 2009, Schauspielhaus Dortmund, Regie:Philipp Preuss)
- Der starke Stamm (1946)
- Avantgarde, Erzählungen (1963)
- Abenteuer aus dem Englischen Garten, Erzählungen (1969)
- Die Dreizehnjährigen (1923)
- Der Apfel (1925)
- Die Stunde der Magd (1925)
- Die Ziege (1926)
- Das Pferd und die Jungfer (1949)
- Eine ganz gewöhnliche Vorhölle (1963/72)
- Die im Dunkeln (1965)
- Ich ahnte den Sprengstoff nicht (1973)